# Atlantic City (1944)
Atlantic City (bra Atlantic City) é um filme estadunidense de 1944, do gênero romance musical, dirigido por Ray McCarey, com roteiro de Doris Gilbert, Frank Gill Jr. e George Carleton Brown.